# ブルニューフ湾
ブルニューフ湾（フランス語: Baie de Bourgneuf）は、ユーラシア大陸の北西部に存在する、フランス、大西洋に面した小さな湾の1つである。

## 概要

フランスのヴァンデ県の地図。地図の北西部に存在する湾がブルニューフ湾。

ブルニューフ湾は、ロアール川の河口の南に存在する、フランスの小さな湾である。ここでは「湾の塩」と呼ばれる、やや黒っぽい海塩が生産されていたことで知られていて、一時期ヨーロッパにおける主要な食塩の産地となっていたし、フランスの経済にも一定の影響力を持っていた。
西部に浮かぶノワールムティエ島および周辺一帯は2017年にラムサール条約登録地となった。

## 歴史
ブルニューフ湾での海塩の生産は、1370年頃から盛んになった。そして1450年のフランスにおいては、ここで生産された海塩を年間約180万kg輸出し、貿易額で同国のワインの貿易額の約4分の1に相当する規模となっていた。そして、その後もここでの海塩生産は拡大していったとされているものの、その生産量が実際どれほどであったかには諸説あり、年間3800万kgと言う研究者もいれば、年間1億kg近かったのではないかと言う研究者もいる。しかしながら、ここでの海塩生産は1600年頃を境に衰退していった。その理由は、ブルターニュの商船団の衰退にあるとされる説が存在する。なお、1850年以降は、世界各地で塩化ナトリウムが自給自足されるようになっていったため、海塩をはじめとする食塩による外国との貿易は、次第に重要ではなくなっていった。

## 湾の塩について
ブルニューフ湾で生産された海塩である「湾の塩」は、やや黒っぽかった。この色が黒っぽかった理由は、ここで生産された海塩の中にゴミが混入していたためだった。そこで、この「湾の塩」を1回海水に溶解させて、それを煮詰めて精製し、白い色の海塩にするといったことを、オランダ人は行っていたことで知られている。

## 主な参考文献
- Robert P. Multhauf 著、市場 泰男 訳 『塩の世界史』 平凡社 1989年11月24日発行 ISBN 4-582-40803-6